# Ахмаднагар (округ)
Ахмаднагар - округ у штаті Махараштра, Індія. Площа округу становить 17413 км², а населення 4543159 осіб (станом на 2011). 

## Демографія
Із 4543159 мешканців округу 2342825 (51.6 %) становлять чоловіки та 2200334 (48.4 %) становлять жінки. В окрузі зареєстровано 930024 домогосподарств (із яких 20.5 % у містах та 79.5 % у селах). У містах проживає 912617 осіб (20.1 %), а в селах 3630542 осіб (79.9 %). Грамотними є 3151890 осіб (69.4 %), а неграмотними 1391269 осіб (30.6 %). Грамотними є 75.7 % чоловіків та 62.7 % жінок.

## Міста
- Ахмаднагар
- Аколе
- Аколе-Талука
- Бгандардара
- Бгінґар
- Деолалі-Правара
- Гулеваді
- Ґурувар-Петх
- Джамкхед-Талука
- Копарґаон
- Копарґаон-Талука
- Лоні
- Мірі
- Наґапур
- Наґар-Талука
- Неваса
- Неваса-Талука
- Нігодж
- Парнер-Талука
- Патхарді
- Патхарді-Талука
- Пунтамба
- Рагата-Талука
- Рагта-Пімплас
- Рагурі
- Рагурі-Талука
- Санґамнер
- Шевґаон
- Шевґаон-Талука
- Шірді
- Шріґонда
- Шріґонда-Талука
- Шрірампур
- Шрірампур
- Шрірампур-Талука
- Сіддгатек
- Сінґнапур
- Такалі-Дгокешвар
- Тісґаон